# Pintor de Anfiarao

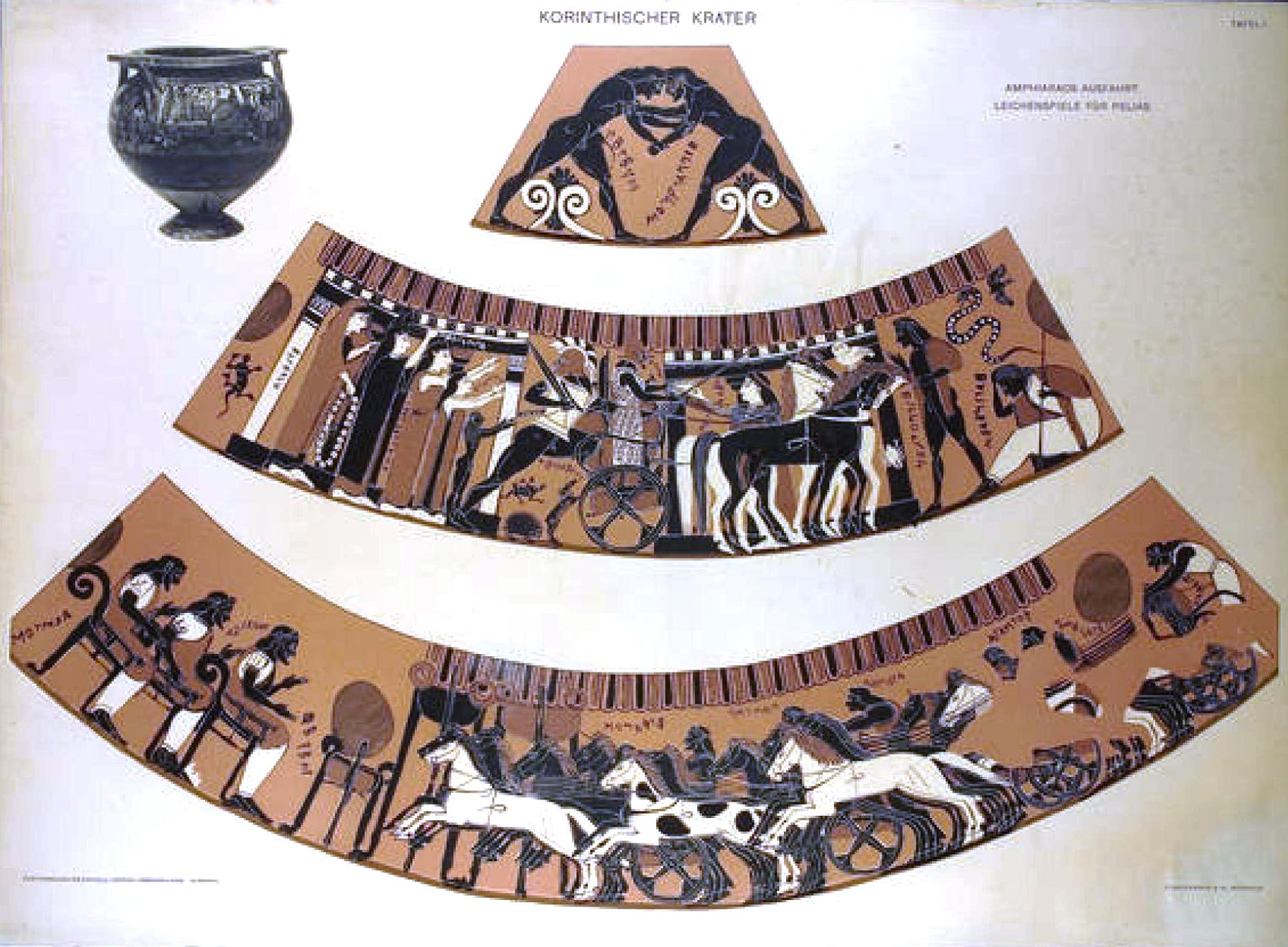
Crátera de Anfiarao.

El Pintor de Anfiarao fue un antiguo pintor de vasos griego, designado por un nombre convenido, que decoró sus obras en el estilo corintio de figuras negras. Trabajó durante la fase corintia tardía del estilo (c. 575 a 550 a. C.). Sus obras están datadas aproximadamente entre el 560 y el 550 a. C., lo que lo convierte en uno de los últimos pintores de vasos corintios del estilo de figuras negras. Pintó principalmente crátera de columnas. Su obra principal es la Crátera de Anfiarao, que se ha perdido desde el final de la Segunda Guerra Mundial y anteriormente se encontraba en la Antikensammlung Berlin.